# Vas László (labdarúgó, 1971)
Vas László (Pécs, 1971. október 5. –) magyar labdarúgó, 2022. nyaráig a PMFC NB II-es csapatának vezetőedzője.

## Pályafutása
Labdarúgói pályafutását a Pécsi Mecsek FC-nél kezdte, ezután a Pécsi Vasutas Sportkör játékosaként folytatta. Ezután a székesfehérvári Videoton labdarúgója volt.
A Videoton után Ausztriába költözött és először az FC Machtrenk csapatát erősítette. Később az FC Braunau, majd a Baluweiss Linz játékosa volt. Labdarúgói pályafutásának utolsó állomása az SV Neumarkt volt.
Ezek után hazatért Magyarországra, ahol már edzői tevékenységet kezdett el folytatni. 2013-tól az Eger SE másodedzője, majd a Komló edzője volt.
2014-től 2016 őszéig a Pécsi Mecsek FC utánpótlását edzette. 2017 és 2018 között a DVTK másodedzője volt. 2018-tól a Pécsi Mecsek FC harmadosztályú csapatának vezetőedzője, de ezenkívül az U19-es játékosok edzője is.
A 2022. nyáráron lejáró szerződését nem hosszabbították meg.